# Tütelsches Kreuz

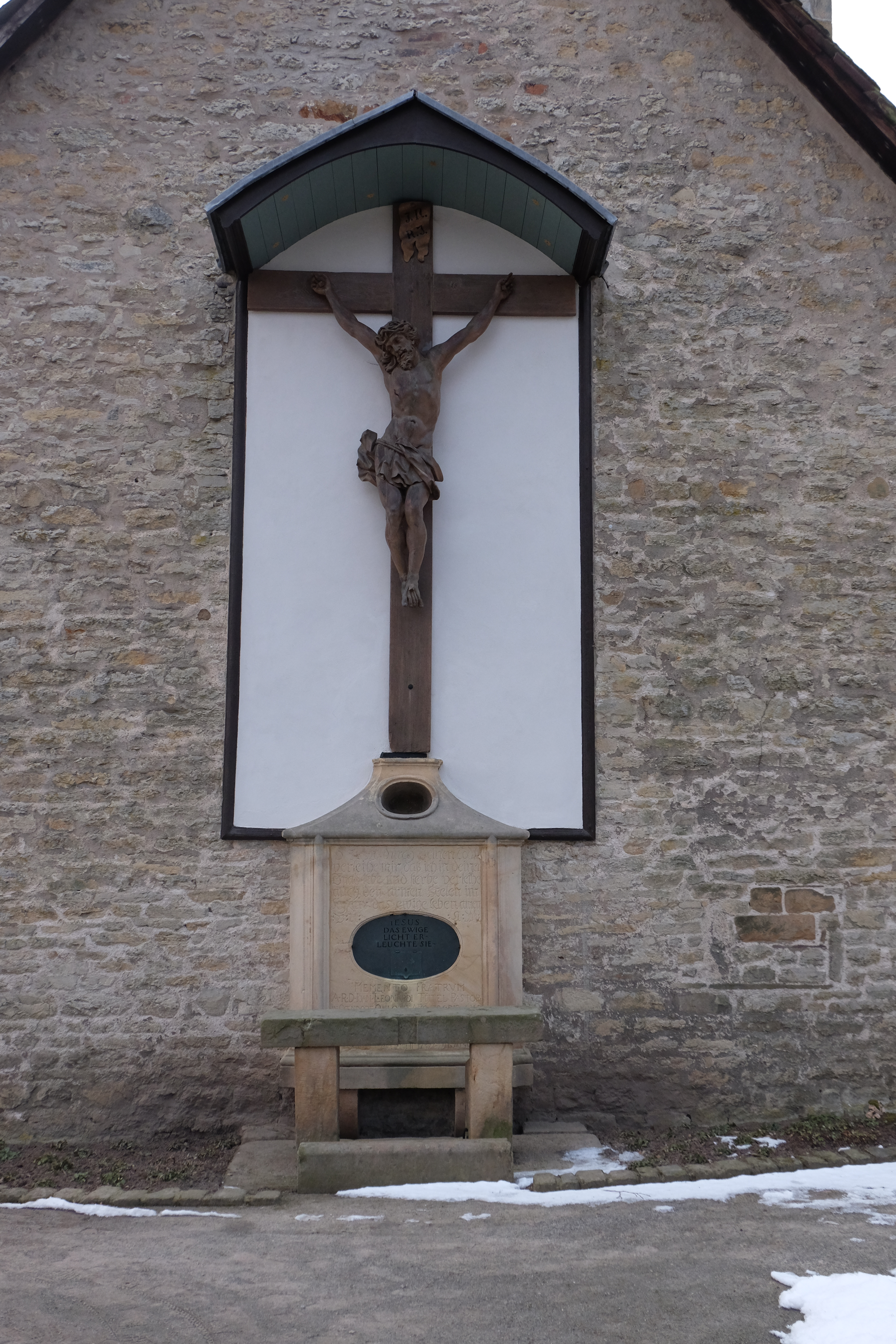
Tütelsches Kreuz

Das Tütelsche Kreuz ist ein Epitaphkreuz und befindet sich auf dem ehemaligen Stiftsfriedhof an der Ostseite der Stiftskirche St. Saturnina des ehemaligen Stift Heerse in Neuenheerse.

## Beschreibung
Das barocke Kreuz ist ein Grabkreuz für die Gebrüder Tütel aus Attendorn. Jo(h)annes Tütel war von 1718 bis 1737 Kanonikus in Paderborn und Geistlicher im Stift Heerse, sein Bruder Leonard Tütel war Pfarrer in Ossendorf und starb 1726.

## Die Judenbuche
Es ist der einzige Ort, der sich in der Novelle Die Judenbuche von Annette von Droste-Hülshoff eindeutig lokalisieren lässt:

„So liefen wir bis Heerse; da war es noch dunkel, und wir versteckten uns hinter das große Kreuz am Kirchhofe, bis es etwas heller würde, weil wir uns vor den Steinbrüchen am Zellerfelde fürchteten, und wie wir eine Weile gesessen hatten, hörten wir mit einem Male über uns schnauben und stampfen und sahen lange Feuerstrahlen in der Luft gerade über dem Heerser Kirchturm. Wir sprangen auf und liefen, was wir konnten, in Gottes Namen gerade aus, und wie es dämmerte, waren wir wirklich auf dem rechten Wege nach P. (wahrscheinlich Paderborn, Anm. d. Verf.)“

Lediglich zwei Besuche der Droste in Neuenheerse sind bisher belegbar: Für den 19. September 1805 („…ein Ausflug nach Neuenheerse…“), da ist Annette von Droste-Hülshoff gerade 8 Jahre alt, und ein längerer Aufenthalt für „Ende September-Mitte Dezember 1819 (…)“, da ist sie 22 Jahre alt.
Die Dichterin hatte familiäre Beziehungen in das adelige Damenstift Neuenheerse: Die Stiftsdame Sophia Theresia von Haxthausen war die Stieftante der Droste und lebte bis zur Säkularisation des Stiftes im Jahr 1810 im Stiftshaus der Haxthausen-Kurie (heute: Asseburgerstr. 3). Das Gebäude ist bis auf einen barocken Wappenstein an der Fassade des heutigen Baus nicht erhalten. Im Haus der Asseburger Familienpräbende (heute: Asseburgerstr. 1) lebte die Großtante der Dichterin, Felicitas von Westphalen zu Heidelbeck.
Felicitas von Westphalen war eine der wenigen direkten blutsverwandten Großtanten über die mütterliche Linie von Annette von Droste-Hülshoff und lebte von spätestens 1810 bis zu deren Tod 1832 in der Asseburger Kurie. Die Dichterin besuchte die Großtante Felicitas nachweislich bei einem ausgiebigen Aufenthalt von Ende September bis Mitte Dezember 1819 in dem Haus der Asseburger Familienpräbende in Neuenheerse und berichtet in einem Brief an ihre Mutter ausführlich davon. Sie ließ sich von hier aus zu Ideen anregen, die später in ihr berühmtestes Werk Die Judenbuche eingeflossen sind. Das Tütelsche Kreuz und der Kirchturm dürfte der Dichterin damals, wie heute in direkter Blickachse von der Asseburger Kurie aus vor Augen gestanden haben. Dieses sich bis heute unverändert bietende Bild, das sich Annette von Droste-Hülshoff bei ihrem langen Aufenthalt von dort aus gezeigt hat, war eine Inspiration, die damit konkret und bis heute gut nachvollziehbar in Die Judenbuche Eingang gefunden hat.